# Les Lunettes
Les Lunettes (The Spectacles) est une nouvelle d'Edgar Allan Poe publiée pour la première fois en mars 1844. Elle fait partie des vingt-cinq nouvelles qui n'ont pas été traduites par Charles Baudelaire. Sa première traduction en français est de William Little Hughes (1822-1887) et est publiée chez Hetzel en 1862 dans un volume intitulé Contes inédits.

## Résumé
Napoléon Bonaparte Froissart (devenu Simpson) tombe amoureux de madame Eugénie Lalande à l'opéra. Refusant par vanité de porter des lunettes, il ne peut distinguer clairement son visage. Après une cour passionnée, elle accepte de l'épouser mais lui fait promettre de porter ses verres correcteurs le lendemain de leur mariage.
Le matin des noces, lorsqu'il met enfin les lunettes, il découvre avec horreur que sa "jeune" épouse est en réalité une femme de quatre-vingt-deux ans, sa propre trisaïeule. Cette dernière, avec la complicité de Talbot, son ami, avait orchestré cette farce pour lui donner une leçon sur sa vanité. Le mariage n'étant pas valide, il épouse finalement la jeune Stéphanie Lalande, amie de sa trisaïeule.